# Ribeira das Queijadas
A Ribeira das Queijadas é um curso de água localizado na freguesia do Norte Grande, concelho de Velas, ilha de São Jorge, arquipélago dos Açores, Portugal.
Este curso de água tem origem a uma cota de cerca de 900 m de altitude nos contrafortes montanhosos da Cordilheira Central da ilha, nas imediações do Morro Pelado.
Procede à drenagem de uma bacia hidrográfica que engloba os contrafortes desta elevação e também do contraforte Norte do Pico Verde.
Desagua no Oceano Atlântico depois de atravessar a localidade do Norte Grande, e de se precipitar de uma falésia com mais de 400 m de altura a caminho da Fajã de Além onde encontra o mar já quase na Fajã da Ponta Nova.